# 公立はこだて未来大学
公立はこだて未来大学（こうりつはこだてみらいだいがく、英語: Future University Hakodate）は、北海道函館市に本部を置く日本の公立大学である。略称は未来大、FUN。

## 概観

### 大学全体
情報系の単科大学である。北海道の道南圏で唯一の公立大学として開設した。「爆発的に進展をつづける情報社会のグローバル化に呼応しながら、システム情報科学を基軸にした人材の育成と研究の未来、そして地域の未来を拓くことを針路」としている。
亀田半島の山の手の台地に立地し、亀田川の西側の河岸段丘上に位置している。なお、日本の公立大学で初めて大学名にひらがなを用い、日本の国公私立大学で初めて大学名に「未来」を付した。また、函館市の観光情報サイト「はこぶら」のサイト構築を手がけている。学生数は学部1,066人、大学院163人(2022年5月1日時点)。

## 沿革

### 年表
前史
- 1994年（平成6年） - 函館市、国立大学の誘致断念。地域独自の公立大学設置に方針転換[3]
- 1997年（平成9年）11月 - 公立大学の設置・管理・運営のために、函館市および上磯町・大野町（現北斗市）、七飯町、戸井町（現函館市）が特別地方公共団体である函館圏公立大学広域連合を設立。

開学後
- 2000年（平成12年）4月 - 公立はこだて未来大学開学、システム情報科学部設置[4][5]。
- 2001年（平成13年）7月26日 - 函館駅前の大門地区にサテライトオフィス「FUN BOX」開設[6]
- 2003年（平成15年）4月 - 大学院システム情報科学研究科設置。
- 2004年（平成16年）4月 - 初代学長伊東敬祐に代わり、産業技術総合研究所サイバーアシスト研究センター長の中島秀之が2代目学長に就任。
- 2005年（平成17年） - 東京・秋葉原に東京サテライトオフィスを開設[7]。
- 2008年（平成20年） - 札幌医科大学との連携協定に調印。
- 2015年（平成27年） - 東京サテライトオフィスを虎ノ門ヒルズに移転[8]。
- 2016年（平成28年）4月 - 2代目学長中島秀之に代わり、複雑系知能学科教授の片桐恭弘が3代目学長に就任。
- 2018年（平成30年）7月 - 札幌市立大学との学術交流協定に調印[9]。
- 2023年（令和5年）4月 - 3代目学長片桐恭弘に代わり、複雑系知能学科教授の鈴木恵二が4代目学長に就任。

## 教育および研究

### 組織

#### 学部
- システム情報科学部
  - 複雑系知能学科
    - 知能システムコース
    - 複雑系コース

  - 情報アーキテクチャ学科
    - 情報システムコース
      - 高度ICTコース（大学院までの一貫教育課程）

    - 情報デザインコース

#### 大学院
- システム情報科学研究科
  - 複雑系情報科学領域
  - 知能情報科学領域
  - 情報アーキテクチャ領域
  - 高度ICT領域
  - メディアデザイン領域

### 教育
- ずーしーほっきー - 2013年（平成25年）、北斗市が2015年度（平成27年度）の北海道新幹線開業に向け、道内外に市の良さをアピールするためのご当地キャラクター。安井重哉准教授（当時）が統括し、協働で制作。同年11月、学生のデザインした5案を候補として、市民投票で選んだ。北斗市の特産「ホッキ貝」と、地元のブランド米「ふっくりんこ」を使った「ホッキの握り寿司」をイメージしている[10]。
- 日本の公立大学としては数少ない、国家資格の基本情報技術者試験（FE）の午前の部の免除制度の認定校になっている[11][12]。

### 研究
- きまぐれ人工知能プロジェクト 作家ですのよ - 人工知能（AI）に創作させるプロジェクト。松原仁教授を中心に、2012年9月に発足。SF作家星新一が得意とした400字詰め原稿用紙で十数枚のショートショートを教材として、新たなショートショートを生み出す。初の作品を2015年9月、第3回星新一賞に応募、第一次選考を通過した[13][14]。
- デジタル操業日誌 - 漁業向けiOSアプリ[15]。和田雅昭教授が開発。iPadなどの端末に、操業した時間帯や海域、漁獲量などを記録し、資源管理を行う。将来的には、流通業者が魚種と量を入力すれば、最適な漁獲量をAI算出。乱獲を防ぐシステムを目指している。僚船の情報も閲覧でき、漁場の分散や別の海域での操業が即時に可能となり、漁期も早く終えられる利点があるという。北海道留萌市沖で操業「新星マリン漁協」はナマコの資源管理に使用。函館市の木直漁港も「狙った魚が少ないと燃料費で赤字になる。出港前の予測は本当に助かる」と話す。和田教授は「漁師の勘と経験が『情報』に変わり、大きな価値を生み出すようになった」と話し、和田教授は、2017年度中に実用化のめどが立ちそうで、クロマグロの小型魚など漁獲規制対象種の混獲も減らせる、としている[16][17]。

## 大学関係者と組織

### 大学関係者
- 中島秀之 - 二代目学長（2004年～2016年）
- 伊東敬祐 - 初代の学長。神戸大学名誉教授
- 松原仁 (情報工学者) - 教授、情報工学。人工知能学会会長
- 美馬のゆり - 教授､教育工学者。元日本科学未来館副館長[18]
- 安井重哉 - 准教授、デザイン学（UIデザイン）。グッドデザイン賞やドイツiFデザイン賞金賞
- 塚田浩二 - 准教授、情報工学。イグノーベル賞音響学賞（2012年）
- 竹川佳成 - 准教授、情報科学。
- 甘利俊一 - 客員教授、神経科学。東京大学名誉教授。情報幾何学の創始者
- 細川茂樹 - 特別招聘教授。俳優・タレント・元モデル
- 上田睆亮 - 元教授。瑞宝中綬章。京都大学名誉教授
- 小野哲雄 - 元教授。情報科学。北海道大学大学院教授
- 中垣俊之 - 元教授、認知科学。世界で4人だけのイグノーベル賞2回受賞者（粘菌）。北海道大学教授（2013年～）
- 山崎晶子 - 元准教授。東京工科大学准教授（2008年～）

## 施設

### キャンパス・設計

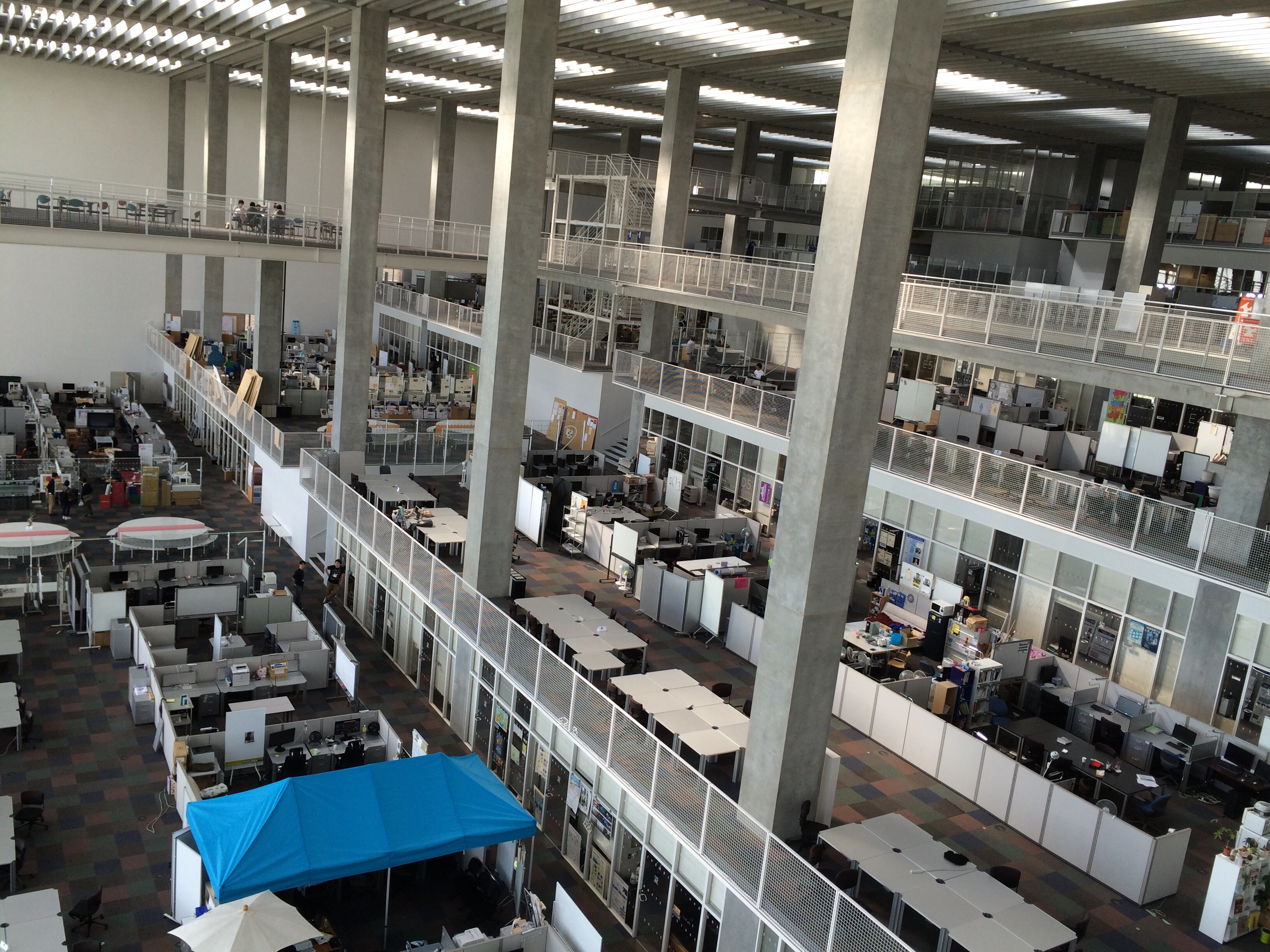
5階吹き抜けのスペース「スタジオ」が建物の特徴である

本部棟はPC工法による「スタジオ」と呼ばれる天井高20mの大空間を中心に、透明なガラスの間仕切りを多用した計画となっている。設計は山本理顕設計工場。約100×120mの平面のボックス型5階建。
2000年（平成12年）竣工し、2002年（平成14年）日本建築学会賞作品賞を受賞。2004年（平成16年）には公共建築賞最高賞を受賞。
研究棟は、西側に隣接する傾斜地に2005年増築。二等辺三角形の格子壁が特徴的なデザインとなっている。設計は本部棟と同じく山本理顕設計工場が担当。

## 構想
- 医学部設置構想 - 民主党が政権公約（マニフェスト）にて医学部の定員を1.5倍にする構想を盛り込み、文部科学省も新設容認の検討をし始めたことを受けて可能性が議論された[22]が、函館市の財政への負担の問題などを理由に断念した[23]。

## Wiki関係他プロジェクトリンク
- ウィキメディア・コモンズには、公立はこだて未来大学に関するカテゴリがあります。